# Pelmatolapia
Pelmatolapia ist eine aus zwei Arten bestehende Buntbarschgattung, die in Westafrika in küstennahen Flüssen der Elfenbeinküste und von Benin und von Kamerun über die Mündung des Kongo bis zur Mündung des Cuanza vorkommt. Die Gattung hatte ursprünglich den Rang einer Untergattung innerhalb der paraphyletischen Gattung Tilapia und wurde 2013 durch Dunz und Schliewen in den Gattungsrang erhoben.

## Merkmale
Die beiden Arten der Gattung haben eine typische, mäßig hochrückige Buntbarschgestalt und erreichen Längen von 32 bzw. 37 cm. Beide zeigen vor allem als Jungfische eine senkrechte Zeichnung von 5 oder 6 Streifen, die bei ausgewachsenen Tieren zu Flecken reduziert werden können. Die Streifen bzw. Flecken stehen im hinteren Körperabschnitt näher zusammen. Der Körper ist mit Rundschuppen bedeckt. 25 bis 27 liegen in einer mittleren Längsreihe. Wie fast alle Buntbarsche hat Pelmatolapia zwei Seitenlinien. Weitere gattungstypische Merkmale sind der aus den zusammengewachsenen fünften Ceratobranchialen bestehende untere Schlundkiefer, der ebenso breit wie lang ist und einen vorderen Kiel aufweist, der kürzer oder fast so lang ist wie der bezahnte Bereich. Die hinten liegenden Schlundzähne sind zwei-, seltener dreispitzig. Der erste Kiemenbogen trägt 12 bis 19 Kiemenrechen. In beiden Kiefern sind die Zähne der äußeren Zahnreihe zweispitzig, die innere Reihe ist mit kleinen dreispitzigen Zähnen besetzt. Die Zähne sind schmal und spatenförmig. Die Rückenflosse wird von 15 bis 16 Hartstrahlen und 7 bis 8 unverzweigten Weichstrahlen gestützt. Sie zeigt einen typischen Tilapiafleck. Die Bauchflossen sind zugespitzt. Pelmatolapia sind Substratlaicher.

## Arten
- Pelmatolapia cabrae (Boulenger, 1899)
- Marienbuntbarsch (Pelmatolapia mariae Boulenger, 1899) (Typusart)

## Systematik
Die systematische Einordnung der Gattung und der monotypischen Tribus Pelmatolapiini ist schwierig und bisher ungeklärt, da P. mariae in der phylogenetischen Analyse mehr Gemeinsamkeiten mit den Boreotilapiines (die nördliche, vor allem in Westafrika vorkommende Klade der Haplotilapiinen Buntbarsche) zeigt und auch im Verbreitungsgebiet dieser Gruppe lebt, P. cabrae aber den Austrotilapiines (die südliche, vor allem in Zentral-, Ost- und Südafrika vorkommende Klade der Haplotilapiinen Buntbarsche) näher steht und im Verbreitungsgebiet dieses Klade lebt.